# Lissonota justina
Lissonota justina là một loài tò vò trong họ Ichneumonidae.